# Frampton Comes Alive!
Frampton Comes Alive! es el primer álbum en vivo del músico de rock inglés Peter Frampton lanzado en 1976 y considerado como uno de los mejores álbumes de la década. 
El álbum debutó en la posición 191 de la lista Billboard 200 hasta que llegó a ser número 1 por 10 semanas. Fue el álbum más vendido de 1976 en los Estados Unidos.

## Lista de canciones
Todas las canciones por Peter Frampton excepto donde se indica:

### Lado uno
1. "Something's Happening" – 5:41
2. "Doobie Wah" (Frampton, John Headley-Down, Rick Wills) – 5:28
3. "Show Me the Way" – 4:42
4. "It's a Plain Shame" – 4:21

### Lado dos
1. "All I Want to Be (Is by Your Side)" – 3:27
2. "Wind of Change" – 2:47
3. "Baby, I Love Your Way" – 4:43
4. "I Wanna Go to the Sun" – 7:02

### Lado tres
1. "Penny for Your Thoughts" – 1:23
2. "(I'll Give You) Money" – 5:39
3. "Shine On" – 3:35
4. "Jumping Jack Flash" (Mick Jagger, Keith Richards) – 7:45

### Lado cuatro
1. "Lines on My Face" – 7:06
2. "Do You Feel Like We Do?" (Frampton, Mick Gallagher, John Siomos, Rick Wills) – 14:15

### 25 Aniversario Edición Deluxe

#### Disco 1
1. "Introduction/Something's Happening" – 5:56
  - Llamada originalmente "Baby (Somethin's Happening)" en el álbum Somethin's Happening
2. "Doobie Wah" (Frampton, Rick Wills, John Headley-Down) – 5:43
3. "Lines on My Face" – 6:59
4. "Show Me the Way" – 4:32
5. "It's a Plain Shame" – 4:03
6. "Wind of Change" – 2:57
7. "Just the Time of Year" – 4:21
8. "Penny for Your Thoughts" – 1:34
9. "All I Want to Be (Is By Your Side)" – 3:08
10. "Baby, I Love Your Way" – 4:41
11. "I Want to Go to the Sun" – 7:15

#### Disco 2
1. "Nowhere's Too Far (For My Baby)" – 4:49
2. "(I'll Give You) Money" – 5:46
3. "Do You Feel Like We Do?" (Frampton, Mick Gallagher, John Siomos, Wills) – 13:46
  - SUNY-Plattsburgh, Plattsburgh, NY, November 22, 1975
4. "Shine On" – 3:29
5. "White Sugar" – 4:43
6. "Jumpin' Jack Flash" (Mick Jagger, Keith Richards) – 7:40
7. "Day's Dawning/Closing" – 3:34

## Personal
- Peter Frampton – Guitarra solista, voz principal, y talk box en "Show Me The Way" y "Do You Feel Like We Do"
- Bob Mayo – Guitarra rítmica, voz, Piano y Piano eléctrico Fender Rhodes

- Stanley Sheldon – Bajo, voz
- John Siomos – Batería

## Posicionamiento

### Álbum
| Año  | Listas           | Posición |
| ---- | ---------------- | -------- |
| 1976 | US Billboard 200 | 1        |
| 1976 | Canadian RPM 100 | 1        |
| 1976 | UK Album chart   | 6        |

### Sencillos
| Año  | Sencillo                  | Listas         | Posición |
| ---- | ------------------------- | -------------- | -------- |
| 1976 | "Baby, I Love Your Way"   | US Pop Singles | 12       |
| 1976 | "Baby, I Love Your Way"   | UK Pop Singles | 43       |
| 1976 | "Do You Feel Like We Do?" | US Pop Singles | 10       |
| 1976 | "Do You Feel Like We Do?" | UK Pop Singles | 39       |
| 1976 | "Show Me the Way"         | US Pop Singles | 6        |
| 1976 | "Show Me the Way"         | UK Pop Singles | 10       |

## Certificaciones
| Organización          | Certificación | Ventas    | Fecha                   |
| --------------------- | ------------- | --------- | ----------------------- |
| RIAA (Estados Unidos) | Oro           | 500 000   | 27 de febrero de 1976   |
| RIAA (Estados Unidos) | Platino       | 1 000 000 | 8 de abril de 1976      |
| BPI (Reino Unido)     | Oro           | 100 000   | 1 de septiembre de 1976 |
| Music Canada (Canadá) | Oro           | 50 000    |                         |
| RIAA (Estados Unidos) | 6 Platino     | 6 000 000 | 14 de noviembre de 1984 |
| RIAA (Estados Unidos) | 8 Platino     | 8 000 000 | 2 de agosto de 2011     |

- Datos: Q738274